# James Lent
James Lent (* 1782 in Newtown (heute Elmhurst (Queens)), New York; † 22. Februar 1833 in Washington, D.C.) war ein US-amerikanischer Jurist und Politiker. Zwischen 1829 und 1833 vertrat er den Bundesstaat New York im US-Repräsentantenhaus.

## Werdegang
James Lent wurde im vorletzten Jahr des Unabhängigkeitskrieges in Newtown auf Long Island geboren und wuchs dort auf. Während seines Jurastudiums ging er lokalen Handelsgeschäften nach. Am 5. Februar 1823 wurde er Richter in Queens. Politisch gehörte er der Jacksonian-Fraktion an. Bei den Kongresswahlen des Jahres 1828 wurde Lent im ersten Wahlbezirk von New York in das US-Repräsentantenhaus in Washington D.C. gewählt, wo er am 4. März 1829 die Nachfolge von Silas Wood antrat. Als Folge davon trat er von seinem Richterposten zurück. Nach einer erfolgreichen Wiederwahl 1830 verzichtete er auf eine dritte Kandidatur im Jahr 1832. Allerdings verstarb er vor dem Ende seiner zweiten Amtszeit am 22. Februar 1833 in Washington D.C. Als Kongressabgeordneter hatte er von 1831 bis zu seinem Tod den Vorsitz über den Ausschuss für die Ausgaben des Außenministeriums (Committee on Expenditures in the Department of State). Sein Leichnam wurde zuerst auf den Congressional Cemetery beigesetzt, später aber auf den Friedhof der First Presbyterian Church of Newtown in Elmhurst umgebettet. Dieser Friedhof wurde dann 1958 abgerissen und die verbliebenen Überreste, zumeist unidentifiziert, auf den Cemetery of the Evergreens in Brooklyn überführt. Es ist ungewiss, ob die Überreste von Lent darunter waren.